# Sophie Kluge
Sophie Kluge (* 1983 in München) ist eine deutsche Regisseurin, Drehbuchautorin und Filmproduzentin. 

## Leben
Kluge wurde 1983 in München geboren. Ihr Vater ist Alexander Kluge. Sie studierte zunächst Filmwissenschaften in Paris. Anschließend machte sie ihren Master in Regie am Londoner King’s College sowie der Royal Academy of Dramatic Arts und arbeitete danach am Old Vic Theatre und am Deutschen Theater Berlin als Regieassistentin.
Ihr erster Kurzfilm Ein flüchtiger Moment (2008) wurde bei den Hofer Filmtagen und beim Landshuter Kurzfilmfestival gezeigt. 2016 trat sie bei Karoline Herfurths Regiedebüt SMS für dich (2016) als Drehbuchautorin in Erscheinung. Ihr Langfilmdebüt Golden Twenties feierte 2019 auf dem Münchner Filmfest Premiere.

## Filmografie
- 2008: Ein flüchtiger Moment (Kurzfilm)
- 2010: So wie wir hier zusammen sind (Kurzfilm)
- 2012: Dans Le Jardin Du Nil (Kurzfilm)
- 2012: Carrousel (Kurzfilm)
- 2015: Innen. Bar. Nacht: Untergang Der Titanic (Kurzfilm)
- 2016: SMS für Dich (als Drehbuchautorin)
- 2019: Golden Twenties